# (12998) Thomas-Keprta
(12998) Thomas-Keprta est un astéroïde de la ceinture principale découvert en 1981.

## Description
(12998) Thomas-Keprta a été découvert le 2 mars 1981 à l'observatoire de Siding Spring, situé près de Coonabarabran, en Nouvelle-Galles du Sud, en Australie, par Schelte J. Bus.

### Caractéristiques orbitales
L'orbite de cet astéroïde est caractérisée par un demi-grand axe de 2,52 UA, un périhélie de 2,38 UA, une excentricité de 0,05 et une inclinaison de 1,97° par rapport à l'écliptique. Du fait de ces caractéristiques, à savoir un demi-grand axe compris entre 2 et 3,2 UA et un périhélie supérieur à 1,666 UA, il est classé, selon la JPL Small-Body Database, comme objet de la ceinture principale.

### Caractéristiques physiques
(12998) Thomas-Keprta a une magnitude absolue (H) de 15,5 et un albédo estimé à 0,109.